# Saundersfoot
Saundersfoot je obec v hrabství Pembrokeshire v jihozápadním Walesu (město leží v národním parku Pembrokeshire Coast). V roce 2011 zde žilo 2628 obyvatel. Ve středověku bylo toto místo známé jako Llanussyllt a po invazi Normanů pak St Issels (nebo také zkráceně Issells). Pocházeli odtud například spisovatel Roscoe Howells a hudebník Rod de'Ath.